# Rudi Smidts
Rudolf "Rudi" Smidts, född 12 augusti 1963, är en belgisk före detta professionell fotbollsspelare som spelade främst vänsterback för fotbollsklubbarna Antwerp, Charleroi, Germinal Ekeren, Germinal Beerschot, Mechelen och Schoten mellan 1984 och 2003. Han vann en belgisk cup med Antwerp. Smidts spelade också 33 landslagsmatcher för det belgiska fotbollslandslaget mellan 1992 och 1997.